# Гудзева
Гудзева (рус. Гудзева) ниска је планина у форми брда у планинском систему Великог Кавказа. Налази се у непосредном залеђу града Новоросијска, на југу Новоросијског градског округа смештеног на југозападу Краснодарске покрајине Руске Федерације. Апсолутна надморска висина је 425,6 метара. 
На источним падинама Гудзеве свој ток започиње река Цемес.